# Gajni
Gajni (oroszul: Гайны) település Oroszország Permi határterületén, a Komi-permják körzet Gajni járásának székhelye.
Az utolsó népszámláláskor, 2010-ben 4 050 lakosa volt.

## Fekvése, éghajlata
A Permi határterület északnyugati részén, a Káma partján helyezkedik el. Folyami kikötő. Országút köti össze Kudimkarral és azon át a transzszibériai vasútvonal Verescsagino–Perm közötti szakaszán lévő Mengyelejevo vasútállomással (284 km). 
A terület az Észak-orosz-hátság (Északi-uvalok) része. Éghajlatát erős kontinentalitás, hosszú és zord tél jellemzi. A januári középhőmérséklet –16,7 °C, a júliusi 17,3 °C. A hótakaró vastagsága esetenként a 100 cm-t is eléri.

## Népesség
- 1926-ban 1 051 lakosa volt.
- 1959-ben 2 901 lakosa volt.
- 1970-ben 4 287 lakosa volt.
- 1989-ben 4 796 lakosa volt.
- 2002-ben 4 507 lakosa volt, melynek 68,1%-a orosz, 28,2%-a komi.
- 2010-ben 4 050 lakosa volt, melynek 72,9%-a orosz, 23,5%-a komi.

## Története, gazdasága
A település a Komi-permják körzet legnagyobb és legészakibb járásának székhelye, kulturális és gazdasági központja. Első írásos említése 1579-ből származik. 1926-ban lett járási székhely, 1963-ban ún. munkástelepülés. Gazdaságában a helyi jelentőségű élelmiszer-feldolgozás mellett kiemelt fontosságú az erdőgazdálkodás és a faipar. Az 1953-ban átadott mechanikai gyár is a körzet északi erdészeti gazdaságainak gépjavító bázisaként épült.